# مقاطعة جاكسون (إنديانا)
مقاطعة جاكسون (بالإنجليزية: Jackson County, Indiana)‏ هي إحدى مقاطعات ولاية إنديانا في الولايات المتحدة. تأسست سنة 1816، بلغ عدد سكانها 42376 نسمة في عام 2010 حسب إحصاء مكتب تعداد الولايات المتحدة وتصل الكثافة السكانية فيها 32.12 نسمة/كم2.

## وصلات خارجية
- www.jacksoncounty.in.gov
- United States Counties